# Distrikt Parobamba
Der Distrikt Parobamba liegt in der Provinz Pomabamba in der Region Ancash in West-Peru. Der Distrikt wurde am 28. August 1868 gegründet. Er besitzt eine Fläche von 339 km². Beim Zensus 2017 wurden 6389 Einwohner gezählt. Im Jahr 1993 lag die Einwohnerzahl bei 6897, im Jahr 2007 bei 6861. Die Distriktverwaltung befindet sich in der 3185 m hoch gelegenen Ortschaft Parobamba (oder Parobamba Alto) mit 729 Einwohnern (Stand 2017). Parobamba liegt 14 km nordnordöstlich der Provinzhauptstadt Pomabamba.

## Geographische Lage
Der Distrikt Parobamba erstreckt sich über den Nordosten der Provinz Pomabamba. Der Río Marañón strömt entlang der östlichen Distriktgrenze in Richtung Nordnordwest, dessen Nebenfluss Río Rupac verläuft entlang der nordwestlichen Distriktgrenze nach Nordosten.
Der Distrikt Parobamba grenzt im Südwesten an den Distrikt Pomabamba, im Westen an den Distrikt Sicsibamba (Provinz Sihuas), im Nordwesten an die Distrikte Huayllabamba und Alfonso Ugarte (beide ebenfalls in der Provinz Sihuas), im Nordosten an den Distrikt Huancaspata (Provinz Pataz), im Osten an den Distrikt Huacrachuco (Provinz Marañón) sowie im Süden an den Distrikt Quinuabamba.